# Phạm Văn Đồng
Phạm Văn Đồng (1 de março de 1906 - 29 de abril de 2000) foi um político vietnamita que atuou como primeiro-ministro do Vietnã do Norte entre 1955 a 1976 e, na sequência da unificação, como primeiro-ministro do Vietnã de 1976 até sua aposentadoria em 1987 sob o governo de Lê Duẩn e Nguyễn Văn Linh. Era considerado um dos tenentes mais próximos de Ho Chi Minh. 